# 羅伯托·卡斯特羅
羅伯托·卡斯特羅（Roberto Castro，1985年6月23日—）是美國的一位職業高爾夫球運動員，參加PGA巡迴賽的賽事。卡斯特羅曾經就讀於喬治亞科技學院，並且是學校高爾夫球隊的成員。2005年，他作為隊長代表美國參加帕爾默杯的賽事。

## 外部連結
- 羅伯托·卡斯特羅在PGA巡迴賽的官方網站
- 羅伯托·卡斯特羅在男子高爾夫世界排名的官方網站
- Profile on Georgia Tech's official athletic site